# Anton Werkgartner
Anton Werkgartner (* 5. Juni 1890 in Mauthausen; † 1. November 1970 in Graz) war ein österreichischer Rechtsmediziner.

## Leben
Werkgartner besuchte das Gymnasium in Linz. Im Ersten Weltkrieg wurde er an der italienischen Front schwer verwundet und bekam die Silberne Tapferkeitsmedaille und das Goldene Verdienstkreuz. Am 10. Juli 1919 promovierte er in Medizin an der Universität Wien und wurde bald danach Assistent von Albin Haberda. Im Sophienspital war er als Sekundararzt tätig. Nach seiner Habilitation für Gerichtsmedizin 1927 bekam er 1928 eine Professur.
Werkgartner stand schon früh dem Nationalsozialismus nahe. 1930 war er Mitglied einer NSBO. 1936 wurde er Mitglied der (illegalen) NSDAP und SA und unterstützte die NSDAP in der illegalen Zeit durch Geldspenden. Am 21. Mai 1938 beantragte er die reguläre Aufnahme in die Partei und wurde rückwirkend zum 1. Mai aufgenommen (Mitgliedsnummer 6.330.617). Nach dem sogenannten Anschluss Österreichs an das Deutsche Reich wurde er zunächst kommissarisch Leiter des Instituts für Gerichtliche Medizin an der Universität Wien. 1939 wurde er außerordentlicher Professor an der Universität Graz und behielt diesen Posten bis 1946. Daneben war er Richter am Erbgesundheitsgericht und von 1940 bis 1945 am Erbgesundheitsobergericht für Steiermark und Kärnten. Während seiner Professur in Graz war er mit Bernward Josef Gottlieb befreundet, dem Leiter der Grazer Medizinischen Akademie der SS, auf der SS-Ärzte ausgebildet wurden.
Nach dem Ende des Zweiten Weltkriegs wurde Werkgartner 1946 als Professor entlassen, war aber von 1952 bis 1956 erneut außerordentlicher Professor und Direktor des Gerichtsmedizinischen Instituts der Universität Graz. Anschließend wirkte er bis zu seiner Emeritierung 1961 als ordentlicher Professor für Gerichtsmedizin an der Universität Graz, wo er 1956 auch Dekan der Medizinischen Fakultät war. 1958 wurde er Präsident der Deutschen Gesellschaft für Sexualforschung. 1959 wurde er Vorsitzender der Deutschen Gesellschaft für gerichtliche und soziale Medizin. 1962 bekam er das Ehrenkreuz für Wissenschaft und Kunst I. Klasse verliehen.

## Wirken
Anton Werkgartner verfasste zahlreiche Publikationen in wissenschaftlichen Zeitschriften, darunter mehrere über die Vererbung von Blutgruppen.
Im Prozess gegen Philipp Halsmann fungierte er als Gerichtsgutachter, ebenso (gemeinsam mit seinem Schüler und späteren Nachfolger Wolfgang Maresch) im 1960 stattgefundenen Prozess um die Affäre Jaccoud.
In der Nacht zum 25. Juli 1934 untersuchte er zusammen mit seinem Assistenten Karl Szekely im Bundeskanzleramt in Wien die Leiche des ermordeten österreichischen Bundeskanzlers Engelbert Dollfuß. Zu der fehlenden zweiten Kugel machte Werkgartner 1965 die Angabe, dass diese wahrscheinlich in der Wirbelsäule steckengeblieben sei. Daher ist aus dem seinerzeit unter Zeitdruck erstellten gerichtsmedizinischen Gutachten nicht ableitbar, welcher der erste auf Dollfuß abgegebene Schuss war.

## Schriften
- Zur Bestimmung der stumpfen Hiebwerkzeuge aus dem Wundbefunde, 1938
- Bestimmung der Todeszeit aus dem Pflanzenwuchs an der Leichenfundstelle, 1929
- Schussverletzungen im Strassenkampf, 1928
- Tötung der Ehefrau durch Erwürgen und Vortäuschung eines Selbstmordes durch Erhängen. Zugleich ein Fall von Sarggeburt, 1926
- Eigenartige Hautverletzungen durch Schüsse aus angesetzten Selbstladepistolen, 1924